# Síndrome de Pickwick
La síndrome d'hipoventilació per obesitat o síndrome de Pickwick, és una condició en la qual persones amb obesitat important, no respiren prou ràpid o prou fons que causa uns nivells d'oxigen en sang baixos (hipoxèmia) i de diòxid de carboni (CO₂) en sang alts (hipercàpnia).
Moltes persones amb aquesta afecció també sovint deixen de respirar del tot per períodes curts de temps durant el son (síndrome de l'apnea obstructiva del son), amb molts desvetllaments parcials durant la nit, el que porta a una somnolència contínua durant el dia. La malaltia posa tensió sobre el cor, el que eventualment pot conduir als símptomes de la insuficiència cardíaca, com ara cames inflades i diversos altres símptomes relacionats. El tractament més efectiu és la pèrdua de pes intencionada, però sovint és possible alleujar els símptomes per la ventilació nocturna amb un dispositiu que asseguri una pressió aèria positiva contínua (CPAP = Continuous positive airway pressure) o mètodes relacionats.

## Classificació
Es reconeixen dos subtipus:
1. El primer és la síndrome de l'apnea obstructiva del son (SAOS) això és confirmat per l'aparició de 5 o més episodis per hora, durant el son, d'apnea, hipopnea, o de tipus respiratori amb desvetllament.
2. El segon és principalment degut a la síndrome d'hipoventilació del son, això exigeix que una pujada de CO₂ d'almenys 10 mmHg després del son en comparació amb els mesuraments de vigília durant la nit.[3][2]

En general, el 90% de totes les persones amb aquesta síndrome estan dins la primera categoria, i el 10% en la segona.

## Símptomes
La majoria d'aquestes persones amb síndrome d'hipoventilació tenen l'apnea obstructiva del son (SAOS), una condició caracteritzada per episodis breus d'apnea (cessació de respirar) mentre el pacient dorm durant la nit. Las SAOS, poden ser empitjorats per nivells de sang elevats de diòxid de carboni, que provoca ("narcosi de CO₂"). Uns altres símptomes presents en les dues condicions són depressió, i hipertensió arterial difícil de controlar amb medicació. El diòxid de carboni alt també pot produir mal de cap, que tendeix a ser pitjors al matí.
El nivell d'oxigen baix condueix a pressió excessiva al costat dret del cor, conegut com a cor pulmonale.

## Tractament
En gent amb SAOS estable, el tractament més important és fer règim per perdre pes, amb exercici o ajudat amb medicació i, fins i tot amb cirurgia bariàtrica. Això ajuda a millorar els símptomes de la SAOS i resoldre els nivells de diòxid de carboni alts. La pèrdua de pes pot portar molt de temps i sempre s'aconsegueix. La cirurgia bariàtrica és l'últim recurs, ja que presenta un índex elevat de complicacions, però pot ser considerat si unes altres modalitats de tractament no són eficaces, millorant així els nivells d'oxigen i els símptomes.
Si els símptomes són rellevants, caldrà la utilització d'un dispositiu per ajudar a respirar, que asseguri una pressió aèria positiva contínua (CPAP).
Tot i que la majoria de pacients amb la síndrome d'hipoventilació per l'obesitat poden ser controlats ambulatòriament, alguns es deterioren de cop i poden presentar a l'ingrés anormalitats severes, com l'acidesa en sang (pH < 7,25) (acidosi) o un nivell deprimit de consciència a causa dels nivells de diòxid de carboni molt alts. A vegades, és necessària l'ingrés en una unitat de vigilància intensiva amb intubació i ventilació mecànica. Altrament, s'utilitza la pressió aèria positiva de doble nivell (o BIPAP, per les sigles anglès "Bi-level positive air pressure"), per tal d'estabilitzar el pacient.